# Grjotfjellet
Das Grjotfjellet ist ein Berg an der Prinzessin-Martha-Küste des ostantarktischen Königin-Maud-Land. In der Gjelsvikfjella ragt er unweit zur norwegischen Troll-Station auf.
Wissenschaftler des Norwegischen Polarinstituts benannten ihn 2007 in Anlehnung an die Benennung des benachbarten Gletscherhangs Grjotlia. Dieser ist nach der norwegischen Bezeichnung grjot für eine bestimmte Gesteinsart benannt.